# Navire à grande vitesse
Pour les articles homonymes, voir BGV, NGV et HSC.
Les navires à grande vitesse (NGV ou en anglais : High-speed craft, HSC) sont des bateaux naviguant à vitesse élevée et généralement affectés au transport de passagers et des véhicules. De tels bateaux sont (ou étaient) notamment en service sur les liaisons de quelques heures, comme la liaison Corse-continent, la traversée du détroit de Gibraltar, de la Manche, du pas de Calais, etc.
Leur conception est réglementée par la SOLAS, convention internationale pour la "sauvegarde la vie humaine en mer". Chapitre 10, High-Speed Craft (HSC), Codes de 1994 et 2000 . En particulier tous les passagers doivent disposer d'un siège, mais aucune couchette fermée n'est autorisée.

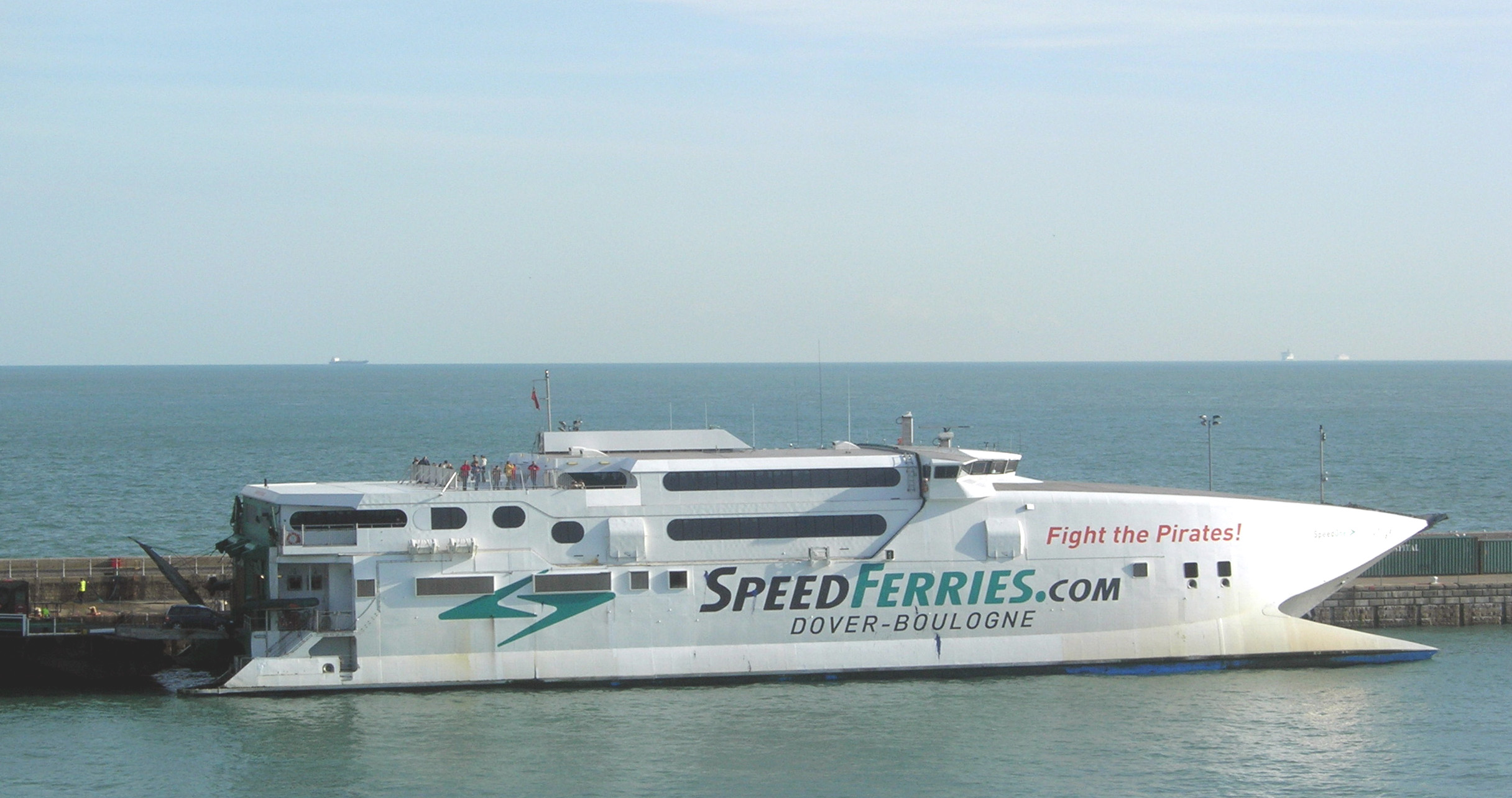
Catamaran perce-vagues de SpeedFerries en service sur la Manche

## Vitesse
On mesure le degré de vitesse d'un navire par une relation entre sa vitesse et sa longueur de carène ou son déplacement en charge.
- En architecture navale, on rapporte le plus souvent la vitesse à la longueur. Ce rapport est le nombre de Froude {\displaystyle \textstyle F_{n}} :

{\displaystyle F_{n}={\frac {V}{\sqrt {g\cdot L}}}}
avec V en m/s, g = 9,81 m s−2 et L = longueur de carène en m
On parle de navire rapide quand Fn > environ 0,5 - 0,6
- La réglementation maritime française rapporte la vitesse au déplacement en charge. Un navire est dit « à grande vitesse » quand il est capable d'atteindre une vitesse maximale Vmax exprimée en m/s égale ou supérieure à :

{\displaystyle V=3{,}7\cdot P^{0{,}1667}}
P étant ici le déplacement ou « delta » en exploitation normale, exprimé en tonnes.
Les vitesses des NGV sont généralement comprises entre 29 et 45 nœuds (55 et 83 km/h). Des vitesses supérieures sont possibles par mer plate ou peu agitée, par des engins à faible traînée relative au poids (engins à portance dynamique).
Si le prix des carburants est élevé, cela peut limiter la vitesse d'exploitation des navires rapides conventionnels à moins de 35 nœuds, voire à moins de 25 nœuds, pour consommer moins de carburants et donc aussi pour dépenser moins d'argent dans l'achat des carburants.

## Navires existants
Il existe différentes conceptions de NGV caractérisées par le transfert de portance (de statique à dynamique) qui peut être nul, partiel ou total :
- transfert nul, navires dits « à déplacement ». Monocoques, catamarans et trimarans à coques fines.
- transfert partiel, navires monocoques semi-planants ou hybrides (catamarans à foils)
- transfert important (environ 85 %), navire à effet de surface, en anglais (Surface Effect Ship), coques faiblement immergées plus coussin d'air.
- transfert de portance total :

hydroptères ou hydro-foilers, navires à foils (ailes immergées), à portance hydrodynamique,
aéroglisseurs ou hovercrafts, navires à coussin d'air ou ACV (Air Cushion Vehicle) à portance aérostatique,
Navires à sustentation, comme certains avions à effet de sol de type hydravion, à portance aérodynamique, appelés aussi WIG (Wing In Ground effect) ou ékranoplane.
Classement des navires par configuration (nombre de coques) :
- Monocoque (exemple : le Jacques Cartier de la compagnie Corsaire ou le Sauzon de la Navix)
- Catamaran (exemples : les Pont d'Yeu et Châtelet de la compagnie Yeu Continent, les catamarans wave-piercer Normandie vitesse et Normandie Express de la BAI)
- Trimaran

### Coques fines «à déplacement», monocoques et multicoques
Les vitesses élevées impliquent des grandes longueurs de carène et des ratios déplacement/longueur faibles pour conserver un système de vague réduit Nombre de Froude < 0,8 et {\displaystyle \textstyle {\frac {D}{L^{3}}}<1{,}5} avec D = Déplacement en litres et L = longueur de carène en mètres.

Ce sont pour l'instant essentiellement des catamarans à coques fines, type « perce-vagues » (de l'anglais wave-piercer).

Il existe quelques projets et réalisations de grands trimarans, qui ont des coques très étroites et des flotteurs latéraux peu immergés, éventuellement stabilisés en tangage et en roulis par des (foils).

Un concept de navire rapide de type quadrimaran, à 4 coques très fines, a été exploré dans les années 1990; un prototype expérimental de 17.50 m, Alexander a été construit, suivi d'un navire à passagers de 26 m.

#### Effet de la longueur
L'effet d'échelle (qui suit la loi des carrés et des cubes) est favorable aux grandes tailles car la surface mouillée augmente moins vite que le déplacement. D'autre part le choix d'une plus grande longueur permet de réduire le nombre de Froude (à vitesse égale) et donc la traînée de vague, ce qui est favorable au bilan de traînée relative R/Delta.

### Monocoques semi-planants

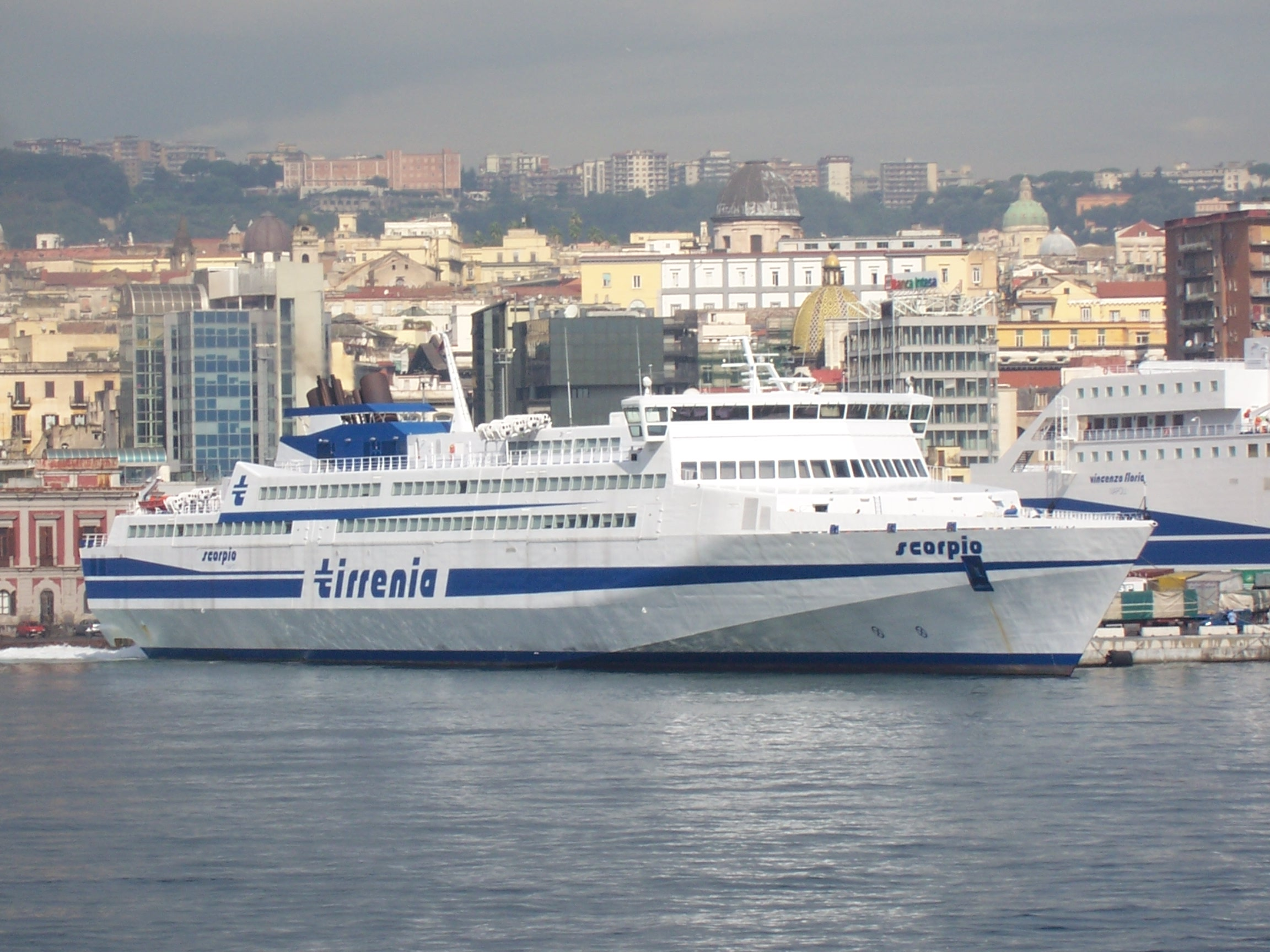
Fast ferry Scorpio de la compagnie maritime italienne Tirrenia

Dans cette configuration, la carène présente une surface du plan de flottaison importante et des formes dites « planantes » pour générer la portance dynamique nécessaire. À cause de la portance dynamique de la carène planant sur la surface de la mer, les mouvements et les contraintes de structure sont assez importants par mer agitée. Une stabilisation active (surfaces de stabilisation pilotées) est utile sinon indispensable pour améliorer le confort (diminution du roulis essentiellement. Leur motorisation est diesel ou mixte diesel + turbine(s) pour les plus puissants (moteurs très légers mais plus gourmands en carburant); leur propulsion se fait par hydrojets. Exemples :
- Vedettes rapides Guillaume Seznec (rebaptisé Port-Olona) et Rose Héré (rebaptisé Béniguet) de la Finist'mer, pouvant atteindre la vitesse de 27 nœuds.
- NGV car ferries d'une centaine de mètres type Corsaire 11000 (NGV Asco et NGV Aliso) ou Aquastrada (Guizzo, Scatto, Corsica Express) en service sur la Corse dans les années 1995-2005, vitesse 35 à 37 nds.
- NGV type Corsaire 13000 Liamone (NGV) de 135 m naviguant entre 38 et 40 nds, en service à la SNCM entre 2000 et 2005
- les NGV les plus grands réalisés, de la Classe Jupiter MDV 3000 pour Tirrenia di Navigazione, longueur 145 m (Taurus, Aries, Scorpio, Capricorn).

À cause de coûts d'exploitation trop élevés et une forte consommation de carburant, tous ces grands NGV ont été (en 2011) désarmés et retirés du service ou bien revendus, ou même envoyés à la démolition (les 5 NGV de Tirrenia). Ils ont été remplacés par des navires plus longs, plus lourds, plus polyvalents mais moins rapides (26 à 30 nds pour les navires type Mega express de Corsica Ferries).

### Catamarans
Catamarans classiques, catamarans à coques fine ou wave-piercers, catamarans à foils. Ces derniers sont plus répandus dans les petites tailles, d'une longueur de 20 à 30 mètres. Le ou les foils installés entre les coques portent environ le tiers du déplacement. Ce pourcentage varie avec la vitesse, car c'est une portance dynamique. Le phénomène de cavitation qui affecte la portance des foils limite la vitesse à environ 35 nœuds.

### Trimarans
En alternative aux monocoques semi-planants et aux catamarans à coque fine, plusieurs projets de trimarans sont proposés :

#### En projets
- Les Ateliers et chantiers du Havre (ACH) avaient étudié dans les années 1990 un trimaran ACH Fast, à flotteurs reculés, étroits et profonds.
- L'Ifremer et le Bureau d'études Mauric ont étudié en 1990 un trimaran à petits flotteurs, stabilisé en roulis par des foils pilotés.
- Le Bureau Vaton Design[4] propose un trimaran foiler dont le principe repose sur une prise en charge d'une part importante (remarque : à 40 nœuds les portances aérodynamiques ne sont pas importantes) du poids du navire par la portance de l'aile qui forme l'assemblage des flotteurs, permettant de très grandes vitesses et un passage dans la mer forte très bien amorti par la sustentation sur les foils des flotteurs.
- Un projet en cours relatif à un Navire de Transport Maritime[5].

#### En exploitation
Le concept de trimaran à coque fine et petits flotteurs, étudié notamment par Nigel Irens (Ilan Voyager, 1988), a été repris et adapté pour le transport de passagers. Des modèles de plus de 100 mètres naviguent depuis 2005 (127 m Austal) ; un autre sera en exploitation dans le pas de Calais en 2015 (Condor Libération, Longueur 102 m).

### Navires à effet de surface
Un navire à effet de surface (NES) est un navire hybride, généralement un catamaran à coques ultra fines, dont l'essentiel de la portance est assurée par un coussin d'air nécessitant une motorisation spécifique. Ces navires peuvent dépasser 60 nœuds par mer plate. La présence des coques autorise une propulsion marine conventionnelle (water-jets), ce qui représente un gros avantage sur les aéroglisseurs (à propulsion aérienne) qui ne peuvent pas fréquenter les ports classiques.

### Aéroglisseurs (hovercrafts ou ACVAir Cushion Vehicle)
Parmi les techniques moins classiques figurent les aéroglisseurs, qui furent affectés en particulier à la traversée de la Manche. La portance (aérostatique) est assurée par un coussin d'air qui nécessite une motorisation spécifique en plus de la propulsion. L'engin étant complètement hors d'eau en dynamique, la propulsion est aérienne (hélices).

### Hydroptères
Un hydroptère a une coque munie de foils (ailes immergées). La coque assure la portance à basse vitesse, comme pour un bateau normal « à déplacement ». En prenant de la vitesse, la portance est transférée progressivement de la coque aux foils. À grande vitesse, la coque est sortie de l'eau, le bateau est complètement porté par ses foils. Il y a deux générations d'hydroptères :

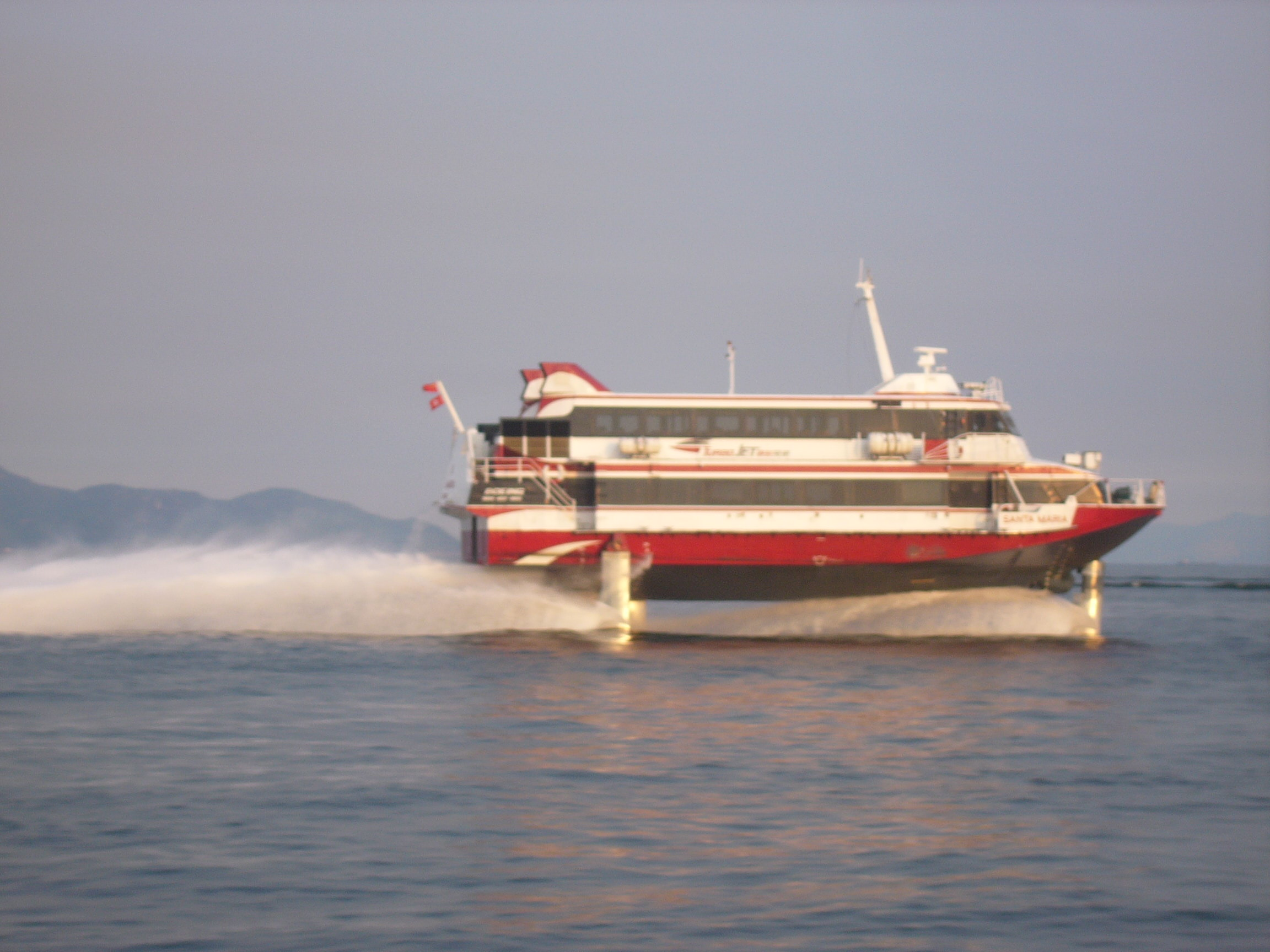
Boeing Jetfoil en 1974

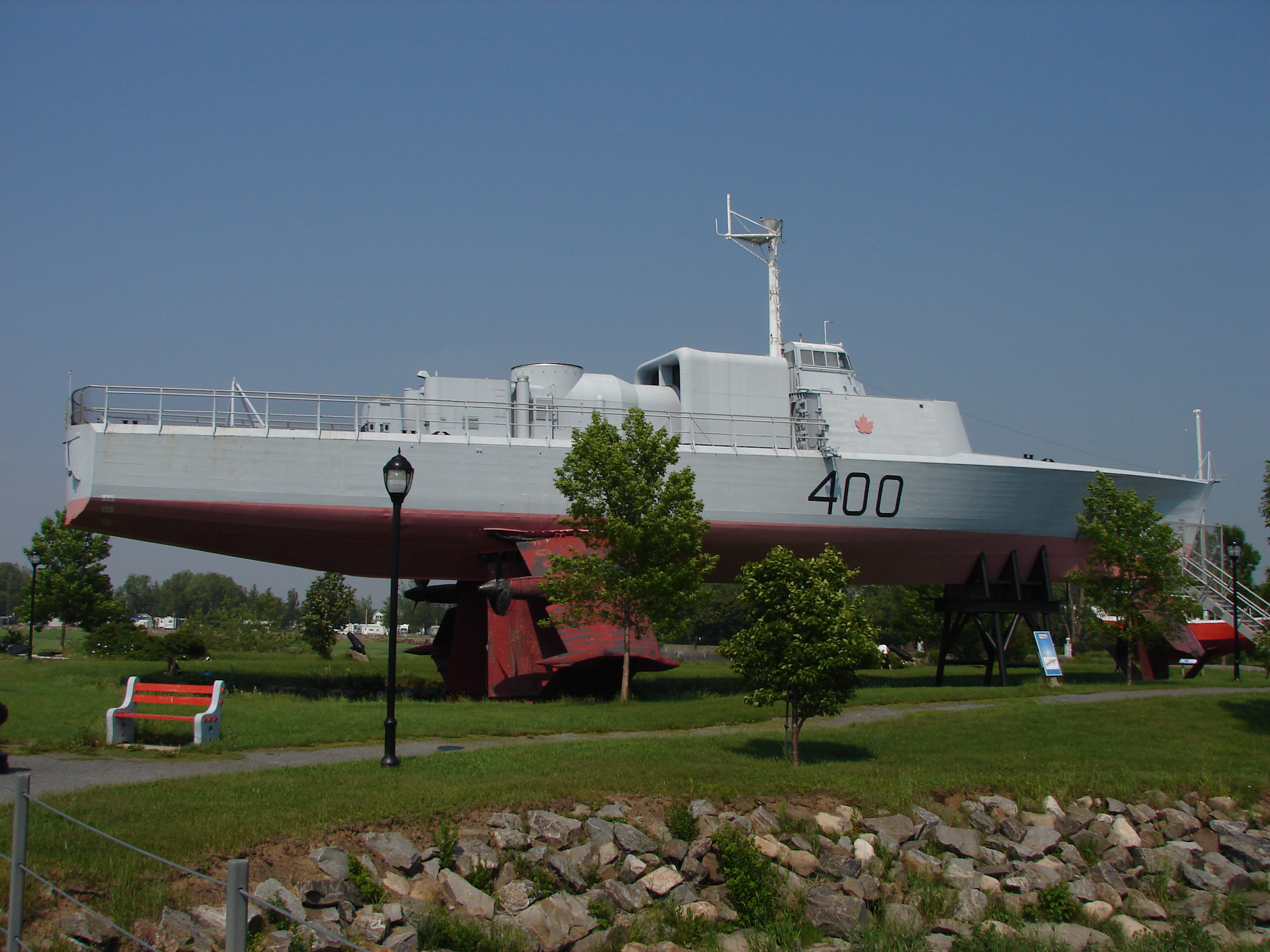
hors service

- de première génération, à foils fixes perçant la surface, invention allemande des années 1930 (brevets Schertel-Sachsenberg (en)) reprise en Suisse après la guerre (Supramar), puis en URSS à partir de 1957 (les Raketa, Meteor, Kometa, etc.) et en Italie par Rodriquez (série PT).
- de deuxième génération, à foils pilotés complètement immergés, comme le JetFoil de Boeing, fabriqué sous licence par Kawasaki. Le Jetfoil est motorisé par deux turbo-réacteurs et propulsé par jets d'eau (hélices dans des conduites). La coque du Jetfoil étant au-dessus des vagues et les foils complètement immergés, le contact réduit avec la surface autorise un confort remarquable par mer agitée. Le Jetfoil ne transporte que des passagers, pas de véhicules.

## Problématique des NGV
- Inconfort des passagers et surcharges structurales par mer agitée pouvant empêcher l'exploitation au-dessus d'un certain état de mer. Ce point peut être en partie réglé par une augmentation des dimensions du navire ou par l'emploi d'une stabilisation active dans le cas des hydroptères de deuxième génération.

- Rentabilité d'exploitation à grande vitesse difficile à obtenir compte tenu de l'évolution du prix du carburant à cause d'une très importante consommation à vitesse élevée. Ce deuxième point risque de rester sans solution autre que celle de réduire la vitesse. Début 2008, il semble que les armateurs n'envisagent plus de faire construire ou de mettre en service régulier des navires dépassant les 30 nds. Pierre Mattei, DG de Corsica Ferries : « Notre politique est de ne plus investir en NGV (40 nds), mais en Méga Express » (navires ayant plus de capacité commerciale mais moins rapides : 26 à 30 nds).

La compagnie LD Lines avait mis en service en 2009 le Norman Arrow (en) (numéro IMO 9501590) : un catamaran wave-piercer Incat de 112 mètres de long, de jauge brute 10503, capable d'atteindre une vitesse élevée (40 nœuds) grâce à sa grande longueur; ce navire pouvant transporter 1 200 passagers et 417 voitures, ou 195 voitures et 30 poids lourds. En 2011, le navire était exploité sur une liaison rapide entre Le Havre et Portsmouth, en complément du service classique en ferry de la compagnie. LD Lines a, néanmoins, renoncé à poursuivre cette expérience. La chute des prix sur le marché transmanche, cumulée à des coûts d'exploitation importants avec le renchérissement du carburant, n'assuraient en effet plus la viabilité de ce service à grande vitesse.
- Les NGV sont soupçonnés de créer des vagues de grande amplitude qui, arrivées à la côte, déferlent sur les plages, surprenant les baigneurs et mouillant les plages sur une bande pouvant atteindre 15 mètres de large. Ce phénomène récent est bien connu des habitants des environs de Nice et baptisé « vague de quatre heures ». Il se produit en effet aux environs de 16 heures et par mer calme. Plusieurs articles de Nice-Matin évoquent ce problème[6],[7]. Depuis quelques années, la vague ayant disparu, la corrélation avec le NGV (arrêté depuis 2011 au départ de Nice) est forte.

- Augmentation des risques de collision avec les cétacés.

## Images

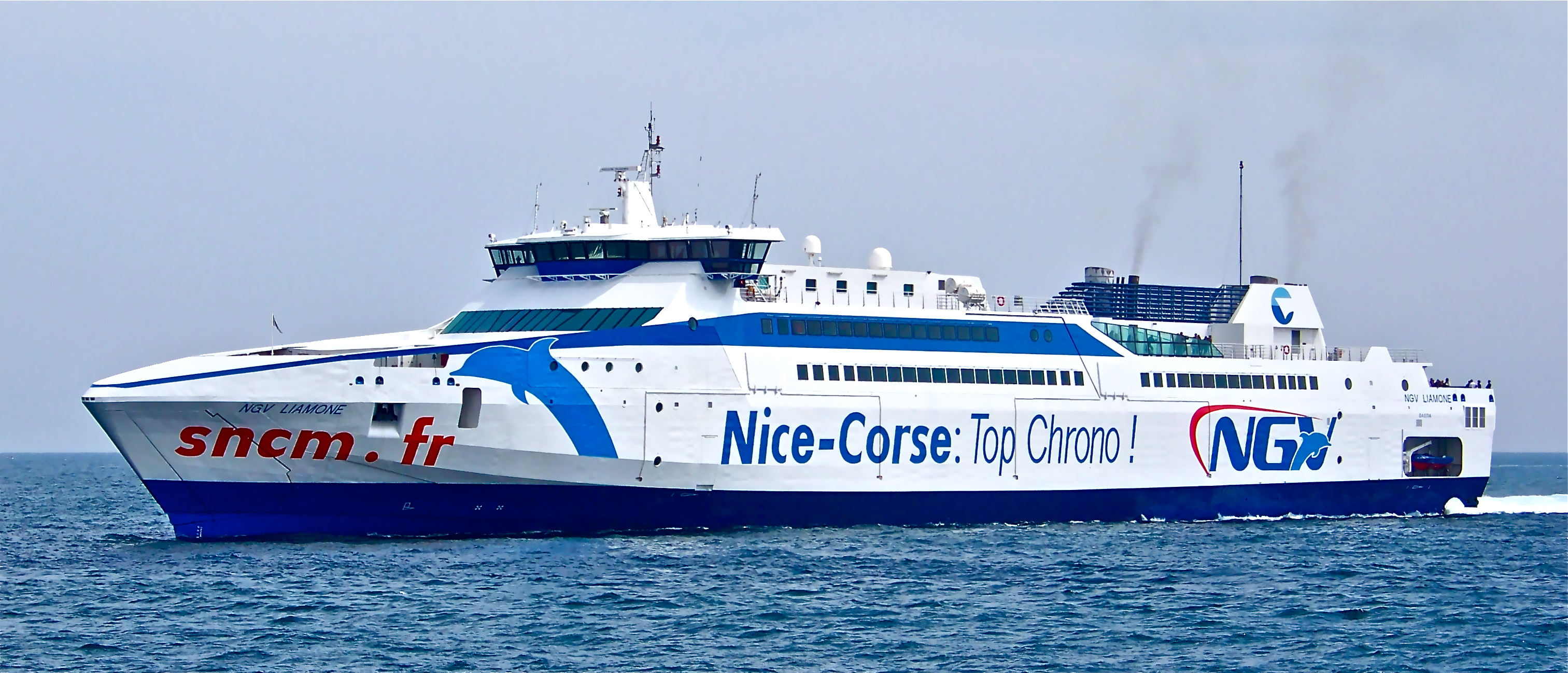
NGV Liamone
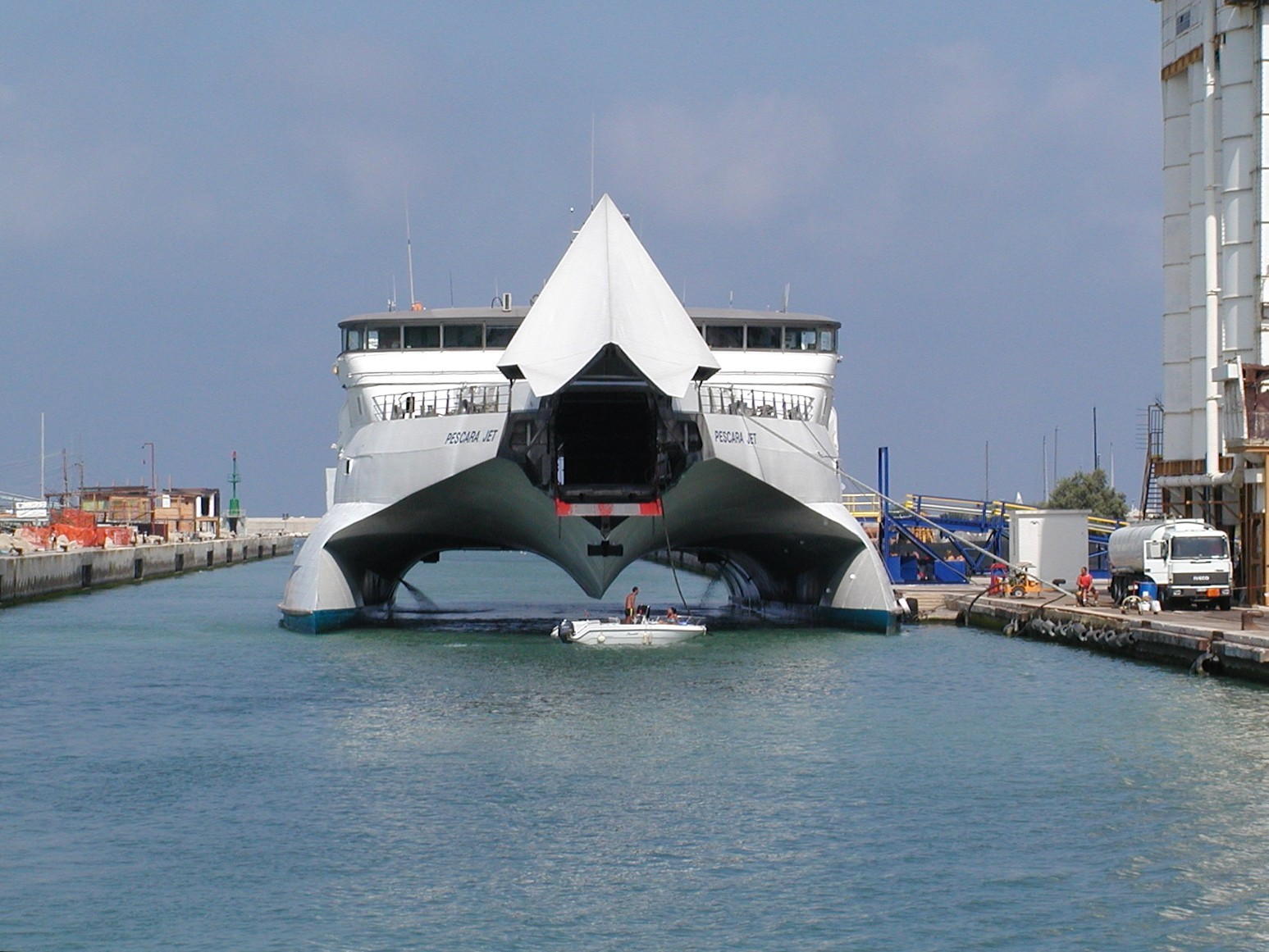
Ferry NGV Catamaran
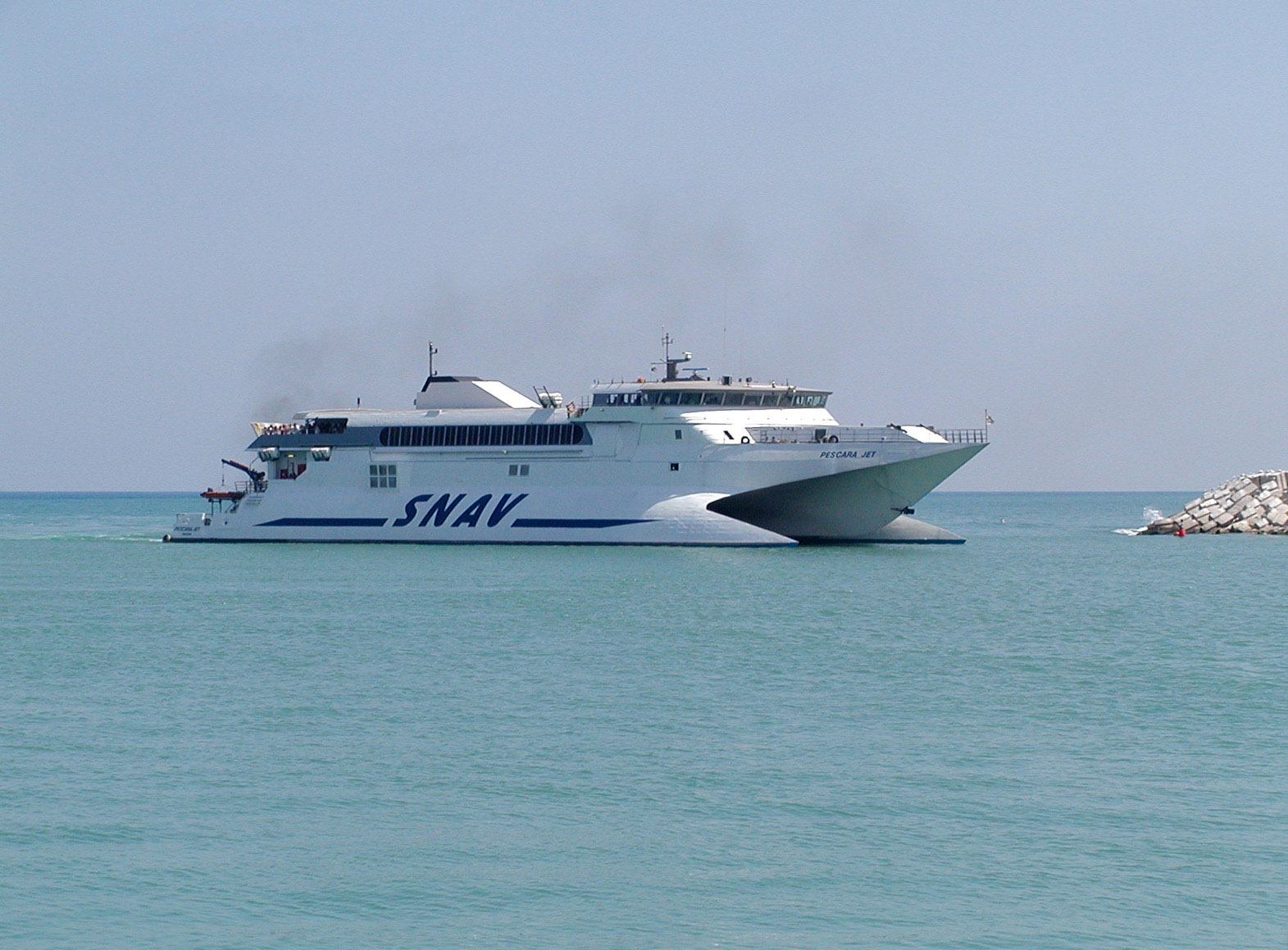
Ferry NGV Catamaran
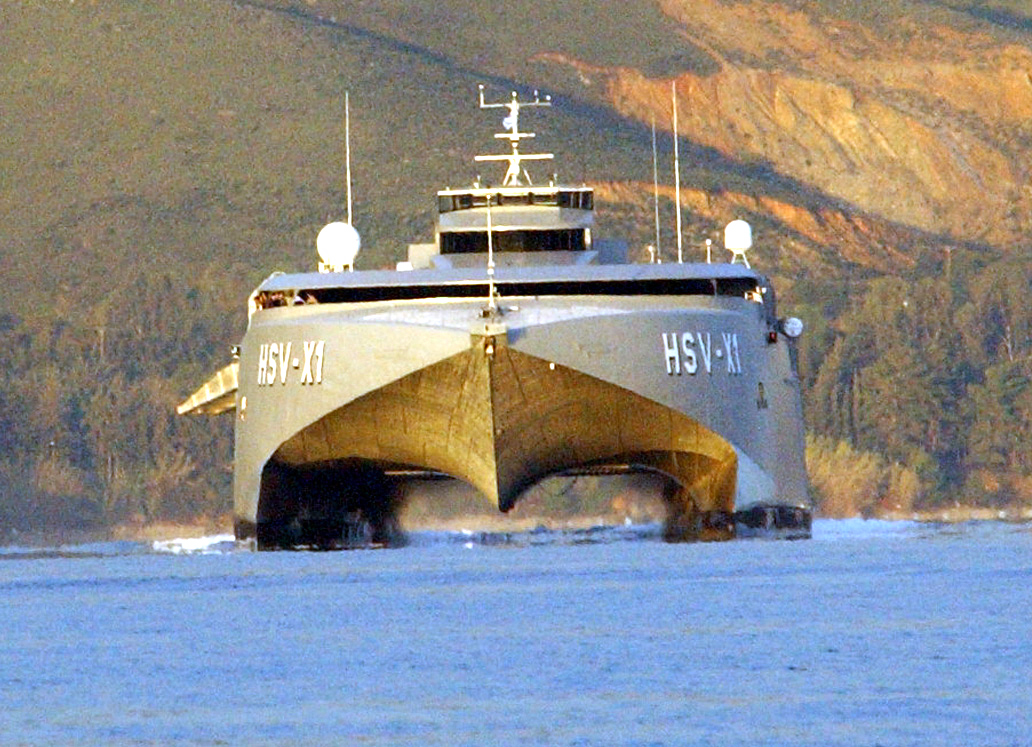
NGV Catamaran wave-piercer
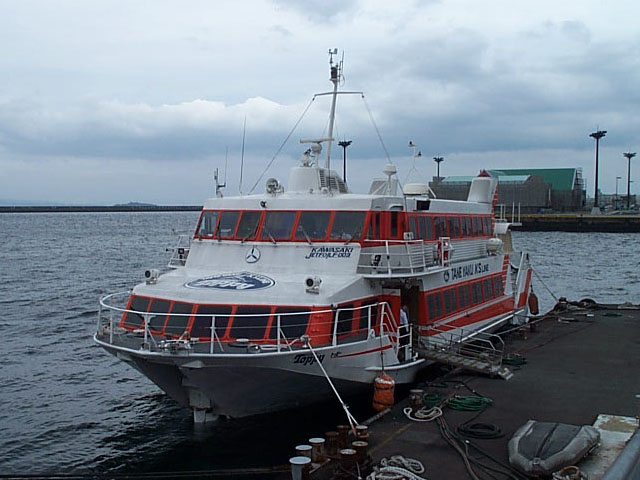
Hydroptère type Jetfoil
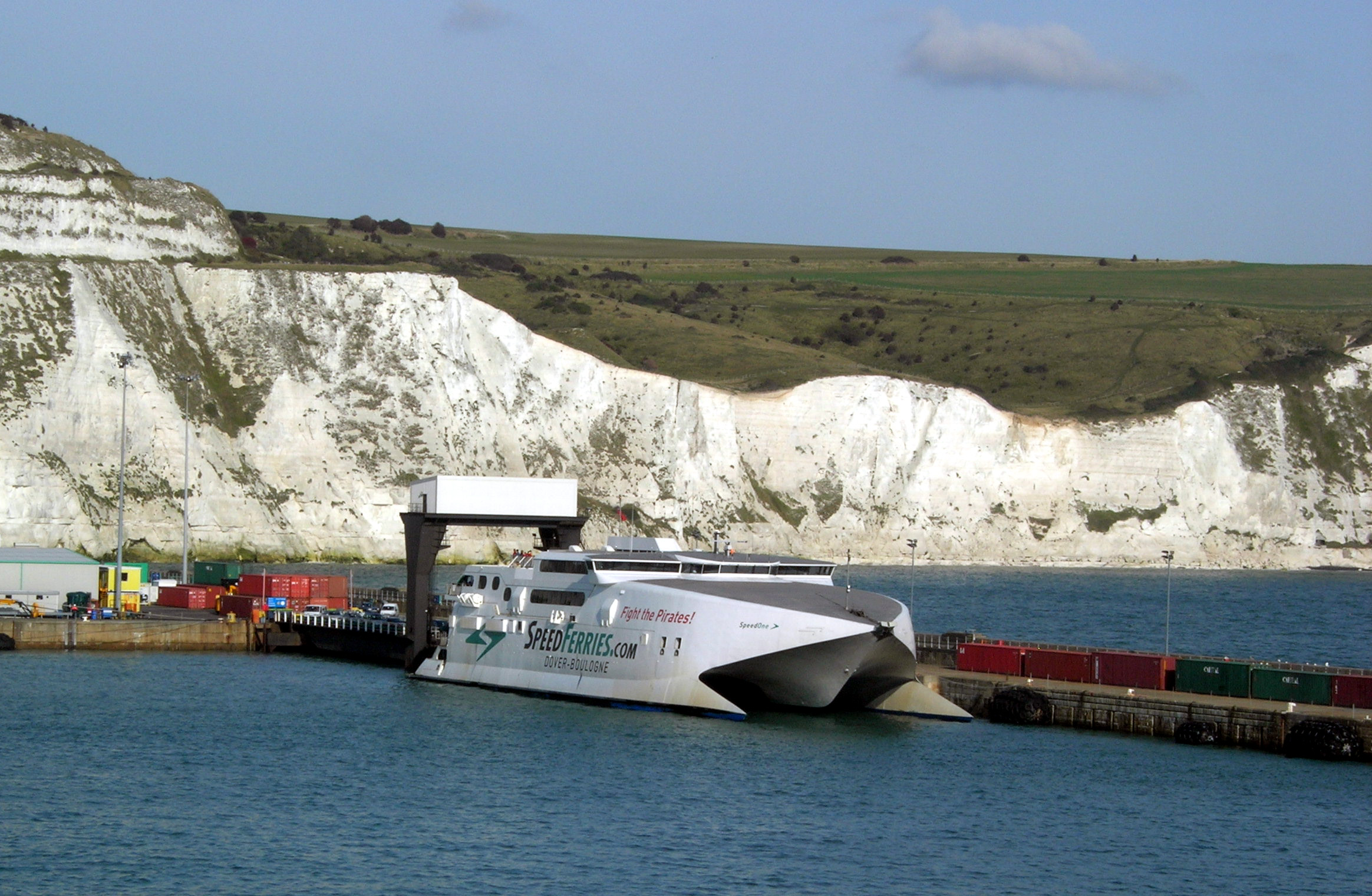
Catamaran de SpeedFerries à Douvres en partance vers Boulogne